# 年大王
《年大王》是敖幼祥的漫画，为“敖幼祥漫画三十年”特别呈献作品。主人公年大王是只绿色的恐龙，喜爱艺术、美食和各种幻想，还是环保主義者，却常在现实生活中闹出一连串乌龙事件。
在《爆笑乌龙院》也有登场年大王。